# Нули и единицы
«Нули и единицы» (англ. Zeros and Ones) — художественный фильм 2021 года американского режиссёра Абеля Феррары совместного производства США и Италии. Главную роль в нём сыграл Итан Хоук. Картина получила «Золотого леопарда» на кинофестивале в Локарно.

## Сюжет
Согласно замыслу Феррары, в фильме раскрываются темы войны и изоляции. Главный герой — американский солдат Джей Джей, который оказывается в Риме в разгар пандемии коронавируса. Он бродит по улицам в поисках своего брата-революционера Джастина и наблюдает за тем, как усиливается ожидание апокалипсиса. В финале Итан Хоук рассказывает зрителям, что ничего не понял в сценарии.

## В ролях
- Итан Хоук — Джей Джей / Джастин
- Валерио Мастандреа — Лусиано
- Фил Нельсон — Фил
- Валерия Корреале — Валерия
- Кристина Кириак — русский агент
- Дуня Сычёва — русский агент

## Создание и оценки
Продюсерами фильма стали Дайана Филипс и Филипп Кройцер, оператором — Шон Прайс Уильямс. Главную роль сыграл Итан Хоук. Другие роли получили Филипп Нилсон и Кристина Кириак (жена режиссёра), участвовавшие в предыдущем проекте Абеля Феррары — фильме «Сибирь» (2020). Съёмки «Нулей и единиц» начались в Италии в ноябре 2020 года. Режиссёр ещё до этого рассказал, что пандемия не помешает съёмочному процессу, так как фильм продумывался в условиях изоляции.
Премьера фильма состоялась на кинофестивале в Локарно в августе 2021 года, где он получил главную премию — «Золотого леопарда».
Критики констатируют, что в «Нулях и единицах» продолжилась тенденция, намеченная в двух предыдущих картинах Феррары, «Томмазо» и «Сибирь»: режиссёр отходит от прежде традиционных для него криминальных историй, сюжет становится всё более размытым. «Это кино, рассчитанное на инстинктивное восприятие: вы либо вливаетесь в галлюциногенный поток чужого сознания, либо нет», — написал обозреватель «Киноафиши». По мнению рецензента «Российской газеты», «Нули и единицы» показывают, как «фирменные образы» Феррары превратились в его «фирменные штампы».